# Lucifero (Marvel Comics)
Lucifero (Lucifer) è un personaggio dei fumetti creato da Stan Lee (testi) e Jack Kirby (disegni), pubblicato dalla Marvel Comics. La sua prima apparizione risale a X-Men (prima serie) n. 9 (gennaio 1965). È un alieno malvagio di nome Quist; personaggio minore, è però noto per essere stato colui che ha reso il Professor X paraplegico.

## Biografia dei personaggi

### Lucifero I (Quist)
Di Lucifero si sa molto poco, nemmeno il nome reale. Egli si fa chiamare Lucifero dai terrestri, mentre il suo superiore, detto Supremo, lo chiama Agente Uno. Egli fa parte della razza Quist, un gruppo minore tra gli alieni dell'universo Marvel. Essi appaiono molto simili all'homo sapiens e di loro si sa che seguono una politica di espansione e sottomissione degli altri popoli dello spazio.
Il Professor X lo incontrò la prima volta in gioventù in Tibet quando aiutò le popolazioni locali a sollevarsi contro i suoi soprusi. Benché fosse giunto sulla terra da solo, infatti, Lucifero poteva contare su una grande tecnologia che usò per assoggettare le prime persone che incontrò. Egli stava preparando il terreno in vista dell'invasione in forze del suo popolo sulla terra. Il Professor X riuscì a vanificare i suoi piani, ma nello scontro fu colpito da un grosso masso che gli lesionò la spina dorsale rendendolo per sempre paralitico.
In seguito l'alieno si scontrò con gli X-Men al completo, mentre stava perfezionando un ordigno capace di distruggere l'intero pianeta. Venne sconfitto, ma fu lasciato inspiegabilmente vivo e libero. Continuò perciò nella sua opera di preparazione per l'invasione aliena. Quando comunicò al Supremo di essere pronto fu inviato sulla terra Dominus, un computer che avrebbe dovuto schiavizzare la razza umana. L'arrivo degli X-Men riuscì all'ultimo minuto a scongiurare l'invasione e a vanificare i piani di Lucifero.
Ferocemente irritato da questo nuovo fallimento il Supremo allora spedì Lucifero in un'altra dimensione, dalla quale egli continuò per un certo tempo, tuttavia, a colpire con attacchi telepatici gli esseri umani.

#### Poteri e abilità
Probabilmente nelle idee della Marvel la figura di Lucifero sarebbe dovuta essere molto più complessa ed approfondita, ma lo scarso successo riscosso dal personaggio lo hanno via via marginalizzato. Anche per questo non sono stati mai esplicitati appieno i suoi poteri poiché egli si è sempre servito della grande tecnologia del suo popolo. Appare tuttavia fuor di dubbio che abbia doti telepatiche, inoltre pare che nell'altra dimensione dove è stato mandato abbia acquistato anche una forza fisica e una resistenza sovrumane.

### Lucifero II (Principe delle tenebre)
Lucifero, Principe delle tenebre (Lucifer, Prince of Darkness), è un personaggio dei fumetti, creato da Chris Claremont (testi) e Vicente Alcazar (disegni), pubblicato dalla Marvel Comics. Viene prima menzionato in Marvel Preview n. 7 (estate 1976), per poi mostrarsi completamente in Ghost Rider (quinta serie) n. 1 (settembre 2006).